# جامعة الشرق الأوسط (الأردن)
جامعة الشرق الأوسط هي مؤسسة وطنية تعليمية بحثية استشارية  غير ربحية، تعود ملكيتها لشركة جامعة الشرق الأوسط التي تديرها هيئة مديرين ثلثا أعضائها من حملة درجة الدكتوراه، وهي متعاقدة مع شركة استثمارية (العالِم العربي للتعليم) لتوفير الأرض والمباني والأصول الثابتة ومتطلبات الاعتماد العام. تهتم الجامعة بالمعرفة باعتبارها القوة الدافعة في نشر الثـقافة وبناء مهارات علمية عالية للطلبة وتأهيلهم وتزويدهم بها، تلبيةً لمتطلبات التنمية الإنسانية القادرة على مواكبة التطورات العلمية العالمية وتطبيقاتها المختلفة.
استمدت الجامعة رؤيتها من خلال مبدأ «المعرفة قوة» إذ جعلته الأساس في وضع إستراتيجيتها؛ لضمان الجودة والتميز في البحث العلمي والخبرات في التعلم والتعليم، باعتبارها مركزاً لخلق القيمة في معارفها المتـقدمة ورأسمالها الفكري الذي يمثّل أرقى أنواع الاستـثمار البشري في علم اقتصاد المعرفة.
ولغرض تحسين الفاعلية في تحقيق الأهداف واستخدام الموارد، تعّد جامعة الشرق الأوسط إحدى المؤسسات التي تطمح إلى بناء إستراتيجية فعّالة تعتمد على تحسين الأداء بما يتوافق مع معايير الجامعات العالمية بحيث تـتيح للخرّيجين فرص تولّي وظائف قيادية في مواقع العمل بعد تخرّجهم.

## النشأة
بدأت الجامعة مرحلتها الأولى باسم جامعة بتاريخ 30 يونيو 2005، بعد أن استكملت جميع متطلبات الترخيص والاعتماد بما فيها توفير أعضاء هيئة تدريس متميزين، وهيئة إدارية مؤهلة، وخطط دراسية متطورة. واستقبلت الفوج الأول من طلبتها في اثني عشر تخصصاً في برنامج الماجستير في بداية الفصل الثاني من العام الجامعي 2005/2006 في موقع الجامعة المجهز تجهيزاً كاملاً ومتطوراً. ومع بداية العام الجامعي 2008/2009 استقبلت الجامعة في المرحلة الثانية من مسيرتها الفوج الأول من طلبة البكالوريوس في اثني عشر تخصصاً في مساحة إجمالية للمباني بلغت (25000)م².

## الكليات
تضم الجامعة عدة كليات وتقوم بتدريس تخصصات متعددة لكي تكون نبراس تنوع وحداثة مقارنة مع الجامعات حديثة العهد بالتعليم العالي، ولهذا فالجامعة تضم الكليات التالية:
- كلية الأعمال
- كلية الاعلام
- كلية الحقوق
- كلية الهندسة
- كلية الاداب والعلوم والعلوم التربوية
- كلية الصيدلة
- كلية العمارة والتصميم
- كلية تكتولوجيا المعلومات
- كلية التمريض
- كلية العلوم الطبية المساندة
وتقوم الجامعة بتدريس المواد الاكاديمية باللغة الإنجليزية، اما بعض التخصصات الأخرى مثل اللغة العربية وآدابها، القانون، الاعلام تدرس باللغة العربية. ومن الجدير بالذكر ان الخطط الدراسية واسس القبول والتسجيل تراعي اعلى درجات المهارة والاحترافية، اذ سعت الجامعة منذ تأسيسها على تزويد الشعب والادارات المساندة بكافة التجهيزات والخدمات المطلوبة لتقوم بعملها على الوجه الامثل.
هذا وتضم الجامعة نخبة من أفضل الهيئات الادارية والاكاديمية التس يعن إدارة الموارد البشرية بالتعاون والتنسيق مع وحدة الرقابة الداخلية على اختيار أفضل المتقدميين للتدريس والعمل الإداري. اذ تحرص الجامعة على رفد ادارتها بكفاءات وافراد ذو خبرة غير مسبوقة.

## المرافق الجامعية
يضم الحرم الجامعي مراكز ومكاتب عدة، ومن اهمها:
مركز الدكتور يعقوب لأحياء التراث
مركز الاستشارات والتدريب
مركز اللغات والترجمة
مكتب العلاقات الدولية
مكتب الجودة
هذا ويحوي الحرم الجامعي صالات رياضية وترفيهية عديدة بالإضافة إلى دائرة الرعاية الطبية التي تضم نخبة من الاطباء المختصين وكادر اسعاف وتمريض فوري بالإضافة إلى سيارة اسعاف مجهزة لنقل الحلات المرضية إلى المشافي.

## الحوكمة
تعتبر جامعة الشرق الأوسط المقر الدائم للأمانة العامة لمجلس
حوكمة الجامعات العربية الذي يهدف إلى نشر ثقافة الحوكمة
وتطبيق معاييرها، مساهمةً منها في النهوض بقطاع التعليم
العالي والبحث العلمي في الوطن العربي وتجويد مخرجاته
والارتقاء به إلى المستوى العالمي، وتقديم الخبرة والمشورة

### الرؤية
جامعة جادَّة وملتزمة وساعية للتعلُّم 

#### الرسالة
اعداد القادة من خلال تهيئة بيئة محفزة على التعلُّم والبحث العلمي وخدمة المجتمع 

##### الأهداف
التميّز في المجالات الأكاديمية البحثية منها والتعليمية وصولاً إلى العالمية
استقطاب الكفاءات العلمية المتميزة من أعضاء الهيئتين التدريسية والإدارية
استقطاب طلبة متميزين وموهوبين ومن ثقافات مختلفة
استحداث وتطوير برامج وتخصصات أكاديمية لمواكبة التطورات الحديثة بما يتناسب واحتياجات سوق العمل
تنمية مهارات الطلبة النوعية، الفكرية والمهنية
توفير بيئة محفّزة لأعضاء الهيئتين التدريسية والإدارية، وطلبة الجامعة في مجالات البحث العلمي
تنمية وتطوير مهارات وقدرات أعضاء الهيئتين التدريسية والإدارية بما يتماشى والمستجدات العلمية والتكنولوجية
تحفيز المشاريع الريادية بما يسهم في خدمة المجتمع
بناء جسور التواصل داخل الجامعة وخارجها
الارتقاء بالعملية التعلمية التعليمية بما يتناسب والمستجدات العلمية والتكنولوجية

## اتفاقيات التعاون الدولي والبرامج المشتركة والمستضافة
تحاول الجامعة منذ سنتين بأستضافة برنامج أعمال لتدريس مادة الأعمال والتجارة وعلى جامعة ميلز وبتنفيذ من كلية لندن للتجارة الا ان البرنامج وبعد توقيع عدة اتفاقيات ومذكرات تفاهم وموافقات من هيئة الاعتماد الأردني والبريطاني لم يكلل بالنجاح ولم يعرف سبب ذلك إلى هذه اللحظة، ومن امثلة التعاون الدولي للجامعة مايلي:

### المركز الصيني العربي لنقل التكنولوجيا الأردن
يأتي هذا المركز ثمرة للجهود المشتركة والتعاون على المستوى الدولي وآلية تهدف إلى الدفع بعملية نقل التكنولوجيا المتقدمة من الصين إلى الدول العربية وتمتين التعاون العلمي والتنمية التضامنية في مجال التكنولوجيا والابتكار بين الطرفين.

#### كلية لندن للتجارة (LSC)
استجابةً لإستراتيجية الجامعة والتي تتمحور حول مد جسورالتعاون الدولي وتفعيل دورها على الساحة الدولية قامت الجامعة بتوقيع اتفاقية شراكة إستراتيجية مع كلية لندن سنة 2015 وذلك لتطوير كلية الأعمال ومنح درجات علمية في البكالوريوس، الماجستير، ودرجة الدكتوراة في تخصصات التمويل، التسويق والإدارة السياحية، الأعمال، المحاسبة.

##### الاتحادات المنظمة اليها الجامعة
• اتحاد الجامعات العربية.
• الاتحاد الدولي للجامعات.
• الرابطة العربية الأوروبية للجامعات.
• اتحاد جامعات العالم الإسلامي.
• المنظمة العربية لضمان الجودة في التعليم.
• الاتحاد الدولي لمنظمات التدريب والتنمية.
• منظمة السياحة العالمية.
• الشبكة العربية للسياحة البينية.
• الجمعية الأردنية للبحث العلمي.
• جمعية كلية الحاسبات والمعلومات.
• مجموعة شيا الدولية للجودة.
• المنظمة الإسلامية للتربية والعلوم والثقافة

### مركز يعقوب ناصر الدين للتراث
يعمل هذا المركز على الحفاظ على التراث الإنساني، الذي يشكل هوية تاريخية يجب الحفاظ عليها، ويدعم التراث الحضاري المتنوع في الأردن باعتباره أحد مكونات الجذب السياحي للبلاد.

## وصلات خارجية
- الموقع الرسمي
- جامعة الشرق الأوسط MEU
- https://www.youtube.com/watch?v=kgUHZrRArlU